# Sheridan megye (Nebraska)
Sheridan megye az Amerikai Egyesült Államokban, azon belül Nebraska államban található. Megyeszékhelye Rushville, legnagyobb városa Gordon. Lakosainak száma 5127 fő (2020. április 1.). Sheridan megye Oglala Lakota, Garden, Cherry, Grant, Morrill, Box Butte, Dawes és Bennett megyékkel határos.

## Népesség
A megye népességének változása:
| Lakosok száma | 5457 | 5393 | 5351 | 5251 | 5220 | 5127 |
|               | 2010 | 2011 | 2012 | 2013 | 2015 | 2020 |